# Diamesa hyperborea
Diamesa hyperborea is een muggensoort uit de familie van de dansmuggen (Chironomidae). De wetenschappelijke naam van de soort is voor het eerst geldig gepubliceerd in 1869 door Holmgren.